# خوسه ارناندس (تنیس‌باز)
خوسه ارناندس فرناندس (اسپانیایی: José Hernández Fernández‎؛ زاده ۱۳ مارس ۱۹۹۰) یک تنیس‌باز اهل جمهوری دومینیکن است.